# Fato gerador
O fato gerador é uma expressão jurídico-contábil, que representa um fato ou conjunto de fatos a que o legislador vincula o nascimento da obrigação jurídica de pagar um tributo determinado. Em obediência aos princípios contábeis da oportunidade e da competência, as despesas e receitas devem ser reconhecidas no momento da ocorrência do fato gerador, independentemente de seu pagamento.
Alguns doutrinadores do direito tributário propõem distinguir fato descrito na hipótese legal (hipótese de incidência) e fato imponível. Nesse sentido, a definição de Geraldo Ataliba é precisa:
"Tal é a razão pela qual sempre distinguirmos estas duas coisas, denominando hipótese de incidência ao conceito legal (descrição legal, hipotética de um fato, estado de fato, ou conjunto de circunstâncias de fato) e fato imponível, efetivamente acontecido num determinado tempo ou local, configurando rigorosamente a hipótese de incidência".
O Código Tributário Nacional do Brasil (CTN) utiliza a expressão fato gerador tanto no momento que se refere ao que Geraldo Ataliba chamou de hipótese de incidência tanto quanto ao fato imponível, deixando para que o intérprete da norma reconheça o significado referido segundo o contexto em que se encontra.
O CTN faz menção ao fato gerador nos artigos 114 e 115. De acordo com o texto do artigo 114 do CTN, fato gerador da obrigação principal é a hipótese definida em lei como necessária e suficiente para o surgimento da obrigação tributária.
Por sua vez, o artigo 115 diz que fato gerador da obrigação acessória é a hipótese que, na forma da legislação aplicável, impõe a prática ou a abstenção de ato que não configure obrigação principal.
Juvenil Alves, da Casa do Contribuinte, define que fator gerador é toda situação fática que tenha previsão em lei,  como passiva de gerar pagamento de tributo. Define Juvenil Alves, que o legislador, dentro de previsões constitucionais, pode atribuir a qualquer fenômeno de natureza econômica a sujeição a regime de tributação. Há situações que envolvem circulação de mercadorias, por exemplo a transferencia entre matriz e filial, que tem toda a feição da descrição fática de incidência do ICMS, mas não implica obrigação tributária.

## Classificação jurídica
Fatos geradores podem ser:
I Quanto a quantidades de atos:
- simples - constituídos de um só elemento
- complexos - constituídos por um conjunto de fatos

II Quanto ao momento de ocorrência:
- instantâneos - quando se consuma em momento dado - como por exemplo, no caso do ICMS e do IPI.

- periódicos - quando seu ciclo de formação se completa dentro de um determinado período de tempo - como por exemplo, no caso do Imposto de Renda (anual).
- espacial- local onde ocorre o fato gerador.- ex: desembaraço aduaneiro.
- temporal- momento em que ocorre o fato gerador. legislação diz.